# Volker Rapp
Volker Rapp (* 3. Dezember 1946; † 15. September 2022) war ein deutscher Fußballspieler.

## Karriere

### Vereine
Aus der Jugendabteilung des SV Darmstadt 98 hervorgegangen und mit guten Leistungen auf sich aufmerksam gemacht, gehörte Rapp von
1965 bis 1967 dem VfR Mannheim in der Regionalliga Süd als Stürmer an und debütierte im Seniorenbereich am 21. August 1965 (2. Spieltag) beim 3:1-Sieg im Heimspiel gegen den Freiburger FC. Anschließend spielte er von 1967 bis 1969 für den Ligakonkurrenten SC Opel Rüsselsheim.
An das Böllenfalltor zurückgekehrt, kam er erstmals für die Erste Mannschaft des SV Darmstadt 98 in der Saison 1970/71 in der seinerzeit drittklassigen Hessenliga unter Trainer Udo Klug zum Einsatz. Aus dieser Spielklasse als Meister hervorgegangen, stieg er mit seiner Mannschaft in die Regionalliga Süd auf, die als Liganeuling am Saisonende 1971/72 den fünften Platz belegte. Die Folgesaison schloss er mit seiner Mannschaft als Sieger ab, doch der Aufstieg in die Bundesliga verpasste sein Verein als Zweitplatzierter der Gruppe 2 der Aufstiegsrunde. In der Saison 1973/74 gehörte er dem VfR Groß-Gerau, und im weiteren Verlauf dem 1. FCA Darmstadt, in der Hessenliga an.

### Nationalmannschaft
In die DFB-Jugendauswahl „A“ im Jahr 1965 berufen, debütierte er als Nationalspieler am 17. April in Worms im ersten Gruppenspiel des UEFA-Juniorenturniers beim 11:0-Sieg über die A-Jugendmannschaft Luxemburgs, gegen die ihm sogleich ein Tor gelang. Da das am 21. April in  Hagen ausgetragene Viertelfinale gegen die A-Jugendmannschaft der Tschechoslowakei torlos geendet hatte und diese per Losentscheid ins Halbfinale einziehen durfte, kam Rapp im Rahmen der Trostrunde noch am 23. April in Berlin – beim 2:1-Sieg über die A-Jugendmannschaft der Niederlande – und am 25. April in Gelsenkirchen – im Spiel um Platz 5 beim 2:1-Sieg über die A-Jugendmannschaft Ungarns – zum Einsatz. In seinen drei Einsätzen spielte er an der Seite der späteren A-Nationalspieler Norbert Nigbur, Berti Vogts und Horst Köppel.

## Erfolge
- Fünfter UEFA-Juniorenturnier 1965
- Meister Regionalliga Süd 1973
- Meister Hessenliga 1971

## Ableben
Rapp, der zuletzt im Pfungstädter Stadtteil Hahn lebte, verstarb am 15. September 2022 unmittelbar nach Eintreffen an seinem österreichischen Urlaubsort infolge einer Herzattacke. Am 29. September 2022 wurde er auf dem Friedhof in Pfungstadt beigesetzt.